# 西芬兰省
西芬蘭省（芬蘭語：Länsi-Suomen lääni）是芬蘭存在于1997至2009年间的一個省，位於該國西南部。面積74,185平方公里，2002年人口1,839,581人。省府圖爾庫。
下分7區、204个市镇。